# Intégrale de Frullani
Pour les articles homonymes, voir Frullani.
En analyse mathématique, les intégrales de Cauchy- Frullani, portant les noms d'Augustin Cauchy et de Giuliano Frullani sont des intégrales impropres de la forme
{\displaystyle \int _{0}^{\infty }{\frac {f(ax)-f(bx)}{x}}\,\mathrm {d} x\quad (a,b>0)}.
Si f est localement intégrable sur l'intervalle ouvert {\displaystyle \left]0,+\infty \right[} et admet une limite finie aux deux bornes, alors l'intégrale converge et
{\displaystyle \int _{0}^{\infty }{\frac {f(ax)-f(bx)}{x}}\,\mathrm {d} x=(f(\infty )-f(0))\ln {\frac {a}{b}}}.

## Historique
La formule ci-dessus se trouve sans démonstration dans une lettre de Frullani datée de 1821, et a été démontrée par Cauchy en 1823.

## Application
En prenant {\displaystyle f(x)=\mathrm {e} ^{-x}}, on obtient {\displaystyle \int _{0}^{\infty }{\frac {\mathrm {e} ^{-ax}-\mathrm {e} ^{-bx}}{x}}\mathrm {d} x=\ln {\frac {b}{a}}}, dont on déduit {\displaystyle \int _{0}^{1}{\frac {t^{a-1}-t^{b-1}}{\ln t}}\mathrm {d} t=\ln {\frac {a}{b}}}.